# Meterana pascoei
Meterana pascoei là một loài bướm đêm trong họ Noctuidae.